# John K. Butler
Pour les articles homonymes, voir Butler.
John K. Butler, né le 24 mars 1908 à San Francisco, en Californie, aux États-Unis, et mort le 18 septembre 1964 à Studio City, quartier de Los Angeles, en Californie, est un écrivain et scénariste américain, spécialisé dans la nouvelle policière et western.

## Biographie
En avril 1935, il publie sa première nouvelle dans Dime Detective et crée le personnage de Rex Lonergan, officier de police, héros de dix nouvelles jusqu'en novembre 1937. Dans les années 1930 et 1940, il crée plusieurs autres personnages, notamment, le policier infiltré Tricky Enright dans cinq nouvelles, Steve Midnight, détective privé hollywoodien dans dix nouvelles et Rod Case, enquêteur d'une compagnie de téléphone, dans quatre nouvelles. Les aventures de Tricky Enright sont regroupées dans un recueil All the Stroke of Midnight paru en 1998.
Dans les années 1950, il écrit également quelques nouvelles western, avant de se reconvertir comme scénariste principalement pour Republic Pictures. Il se spécialise alors dans les scénarios de westerns et de films policiers.

## Œuvre

### Nouvelles

#### SérieRex Lonergan
- Murder Alley, Dime Detective (avril 1935)
- The Corpse Parade, Dime Detective (juin 1935)
- Fog Over Frisco, Dime Detective (juillet 1935)
- The Stairway to Hell, Dime Detective (novembre 1935)
- Blood on the Buddha, Dime Detective (mai 1936)
- Parole for the Dead, Dime Détective (août 1936)
- The Mad Dogs of Frisco, Dime Detective (octobre 1936)
- The Walking Dead, Dime detective (février 1937)
- A Coffin for Two, Dime Detective (juillet 1937)
- The Pied Piper of Frisco, Dime Detective (novembre 1937)

#### SérieTricky Enright
- Seven Years Dead, Dime Detective (janvier 1936)
- Gallows Ghost, Dime Detective (avril 1937)
- The Secret of the Wax Lady Dime Detective (septembre 1937)
- Why Shoot a Corpse?, Dime Detective (1938)
- County Cleanup, Dime Detective (février 1939)

#### SérieSteve Midnight
- The Dead Ride Free, Dime Detective (mai 1940)
- The Man from Alcatraz, Dime Detective (juillet 1940)
- Hacker's Holiday, Dime Detective (octobre 1940)
- The Saint in Silver, Dime Detective (janvier 1941) Publié en français sous le titre Le Saint d'argent, dans le recueil Détectives de choc I : Grabuge, Paris, Gallimard, coll. « Série noire » no 1256, 1969
- The Killer Was a Gentleman, Dime Detective (mars 1941)
- Dead Man's Alibi, Dime Detective (juillet 1941)
- The Hearse from Red Owl, Dime Detective (septembre 1941)
- The Corpse That Couldn't Keep Cool, Dime Detective (mars 1942)
- Death and Taxis, Dime Detective (janvier 1942)
- The Corpse That Couldn't Keep Cool, Dime Detective (mars 1942)

#### SérieRod Case
- Death Has My Number, Black Mask (août 1941)
- Murder for Nickels, Black Mask (décembre 1941)
- Never Work at Night, Black Mask (mars 1942)
- Dead Letter, Black Mask (septembre 1942)

#### Autres nouvelles
- G' Heat, Black Mask (novembre 1935)
- Guns for a Lady, Black Mask (mars 1936)
- Dark Return, Black Mask (mai 1936)
- You Can't Bribe Bullets, Black Mask (août 1936)
- No Rest for Soldiers, Black Mask (octobre 1936)
- Reunion on River Street, Argosy (mars 1937)
- I Killed a Guy, Black Mask (avril 1937)
- A Street in Singapore, Argosy (septembre 1937)
- Sierra Gold, Argosy (novembre 1937)
- Legend of Boulder Gap (1937)
- Death on the Hook (1937)
- The Black Widow, Double Detective (janvier 1938)
- Defender of the Doomed, Detective Fiction Weekly (mai 1938)
- The Doctor Buries His Dead, Dime Detective (décembre 1939)
- Cop from Yesterday, Detective Fiction Weekly (septembre 1940)
- Don't Make It Murder, Black Mask (février 1941)
- Blitz Kill, G-Men Detective (septembre 1941)
- Cops Have Nine Lives, Street & Smith's Detective Story Magazine (février 1942)
- The Mark of the Monterey Kid, Western Tales (février 1942)
- Death Goes Dancing, Street & Smith's Detective Story Magazine (mai 1942)
- The Last Man to Hang, Detective Tales (octobre 1942)
- The Man Who Knew Cochise
- So-Long, Tombstone!, Western Story Magazine (en) (juin 1953)
- A Man with a Gun, Best Western (juin 1955)

### Recueil de nouvelles
- All the Stroke of Midnight, Adventure House (1998)

## Filmographie

### Scénarios ou dialogues pour le cinéma
- 1934 : La Buenaventura, film américain réalisé par William C. McGann
- 1943 : The Blocked Trail (en), film américain réalisé par Elmer Clifton
- 1943 : Silver Spurs (en), film américain réalisé par Joseph Kane
- 1943 : Beyond the Last Frontier (en), film américain réalisé par Howard Bretherton
- 1943 : Raiders of Sunset Pass (en), film américain réalisé par John English
- 1944 : Pride of the Plains, film américain réalisé par Wallace Fox
- 1944 : Hidden Valley Outlaws (en), film américain réalisé par Howard Bretherton
- 1944 : The Girl Who Dared (en), film américain réalisé par Howard Bretherton
- 1945 : Utah (en), film américain réalisé par John English
- 1945 : The Phantom Speaks, film américain réalisé par John English
- 1945 : The Vampire's Ghost, film américain réalisé par Lesley Selander
- 1945 : Man from Oklahoma, film américain réalisé par Frank McDonald
- 1945 : Tell It to a Star, film américain réalisé par Frank McDonald
- 1945 : Sunset in El Dorado, film américain réalisé par Frank McDonald
- 1945 : Don't Fence Me In, film américain réalisé par John English
- 1946 : One Exciting Week, film américain réalisé par William Beaudine
- 1946 : My Pal Trigger (en), film américain réalisé par Frank McDonald et Yakima Canutt
- 1946 : G.I. War Brides (en), film américain réalisé par George Blair
- 1946 : Affairs of Geraldine, film américain réalisé par George Blair
- 1947 : Robin Hood of Texas (en), film américain réalisé par Lesley Selander
- 1948 : The Main Street Kid, film américain réalisé par R. G. Springsteen
- 1948 : Lightnin' in the Forest (en), film américain réalisé par George Blair
- 1948 : California Firebrand, film américain réalisé par Philip Ford
- 1948 : Heart of Virginia, film américain réalisé par R. G. Springsteen
- 1948 : La légion des braves (en) (The Gallant Legion), film américain réalisé par Joseph Kane
- 1948 : Secret Service Investigator, film américain réalisé par R. G. Springsteen
- 1948 : Out of the Storm (en), film américain réalisé par R. G. Springsteen
- 1949 : Hideout, film américain réalisé par Philip Ford
- 1949 : Streets of San Francisco, film américain réalisé par George Blair
- 1949 : Susanna Pass (en), film américain réalisé par William Witney
- 1949 : Rim of the Canyon, film américain réalisé par John English
- 1949 : Flaming Fury (en), film américain réalisé par George Blair
- 1949 : Post Office Investigator (en), film américain réalisé par George Blair
- 1949 : Down Dakota Way (en), film américain réalisé par William Witney
- 1950 : The Blonde Bandit (en), film américain réalisé par Harry Keller
- 1950 : Tarnished, film américain réalisé par Harry Keller
- 1950 : Harbor of Missing Men, film américain réalisé par R. G. Springsteen
- 1951 : The Pride of Maryland, film américain réalisé par Philip Ford
- 1951 : Missing Women (en), film américain réalisé par Philip Ford
- 1951 : Secrets of Monte Carlo (en), film américain réalisé par George Blair
- 1951 : Rodeo King and the Senorita (en), film américain réalisé par Philip Ford
- 1951 : Utah Wagon Train, film américain réalisé par Philip Ford
- 1952 : Le Shérif de Tombstone (Toughest Man in Arizona), film américain réalisé par R. G. Springsteen
- 1954 : La Rivière sanglante (Drums Across the River), film américain réalisé par Nathan Juran
- 1954 : Les Proscrits du Colorado (The Outcast), film américain réalisé par William Witney
- 1955 : I Cover the Underworld, film américain réalisé par R. G. Springsteen
- 1955 : Headline Hunters, film américain réalisé par William Witney
- 1955 : No Man's Woman, film américain réalisé par Franklin Adreon
- 1956 : Le tueur aux aguets (en) (When Gangland Strikes), film américain réalisé par R. G. Springsteen
- 1956 : Terror at Midnight, film américain réalisé par Franklin Adreon
- 1957 : Affair in Reno, film américain réalisé par R. G. Springsteen
- 1957 : Le Carrefour de la vengeance (it) (Hell's Crossroads), film américain réalisé par Franklin Adreon
- 1958 : Ambush at Cimarron Pass, film américain réalisé par Jodie Copelan

### Scénarios pour la télévision
- 1951 - 1955 : 9 épisodes de la série télévisée américaine The Gene Autry Show (en)
- 1953 : 1 épisode de la série télévisée américaine The Range Rider (en)
- 1954 - 1956 : 6 épisodes de la série télévisée américaine Annie Oakley (en)
- 1955 : 2 épisodes de la série télévisée américaine Buffalo Bill, Jr. (en)
- 1956 : 1 épisode de la série télévisée américaine The Adventures of Dr. Fu Manchu (en)
- 1957 : 1 épisode de la série télévisée américaine Tales of Wells Fargo (en)
- 1957 : 1 épisode de la série télévisée américaine La Flèche brisée (Broken Arrow)
- 1957 : 1 épisode de la série télévisée américaine 26 Men (en)
- 1957 - 1958 : 3 épisodes de la série télévisée américaine The New Adventures of Charlie Chan (en)
- 1957 - 1958 : 5 épisodes de la série télévisée américaine Casey Jones (en)
- 1959 : 2 épisodes de la série télévisée américaine Frontier Doctor (en)
- 1960 : 1 épisode de la série télévisée américaine Stagecoach West (en)
- 1961 : 2 épisodes de la série télévisée américaine The Detectives (en)
- 1962 : 2 épisodes de la série télévisée américaine The Beachcomber (en)
- 1962 - 1963 : 3 épisodes de la série télévisée américaine Les Aventuriers du Far West (Death Valley Days)
- 1962 - 1963 : 3 épisodes de la série télévisée américaine 77 Sunset Strip

## Sources
: document utilisé comme source pour la rédaction de cet article.
- Claude Mesplède (dir.), Dictionnaire des littératures policières, vol. 1 : A - I, Nantes, Joseph K, coll. « Temps noir », 2007, 1054 p. (ISBN 978-2-910-68644-4, OCLC 315873251), p. 332-333